# Бланка (Колорадо)
Бланка (англ. Blanca) — місто (англ. town) в США, в окрузі Костілья штату Колорадо. Населення — 322 особи (2020).

## Географія
Бланка розташована за координатами 37°26′21″ пн. ш. 105°30′49″ зх. д. / 37.43917° пн. ш. 105.51361° зх. д. (37.439281, -105.513526).  За даними Бюро перепису населення США в 2010 році місто мало площу 4,62 км², уся площа — суходіл.

## Демографія
Згідно з переписом 2010 року, у місті мешкало 385 осіб у 142 домогосподарствах у складі 99 родин. Густота населення становила 83 особи/км².  Було 167 помешкань (36/км²).
Расовий склад населення:
| - 69,1 % — білих - 2,1 % — азіатів - 0,5 % — корінних американців - 0,5 % — чорних або афроамериканців - 22,1 % — осіб інших рас |

До двох чи більше рас належало 5,7 %. Частка іспаномовних становила 60,8 % від усіх жителів.
За віковим діапазоном населення розподілялося таким чином: 28,6 % — особи молодші 18 років, 54,3 % — особи у віці 18—64 років, 17,1 % — особи у віці 65 років та старші. Медіана віку мешканця становила 38,9 року. На 100 осіб жіночої статі у місті припадало 93,5 чоловіків;  на 100 жінок у віці від 18 років та старших — 91,0 чоловіків також старших 18 років.
Середній дохід на одне домашнє господарство  становив 49 527 доларів США (медіана — 30 250), а середній дохід на одну сім'ю — 62 989 доларів (медіана — 36 705). За межею бідності перебувало 11,3 % осіб, у тому числі 16,5 % дітей у віці до 18 років та 3,6 % осіб у віці 65 років та старших.
Цивільне працевлаштоване населення становило 161 осіб. Основні галузі зайнятості: науковці, спеціалісти, менеджери — 19,3 %, будівництво — 14,3 %, фінанси, страхування та нерухомість — 12,4 %, оптова торгівля — 10,6 %.